# Сельское поселение Большое Ермаково
Сельское поселение Большое Ермаково — муниципальное образование в Кошкинском районе Самарской области.
Административный центр — село Большое Ермаково.

## Административное устройство
В состав сельского поселения Большое Ермаково входят:
- село Большое Ермаково,
- село Грачёвка,
- село Ерандаево,
- деревня Андреевка,
- деревня Антипкино,
- деревня Малое Ермаково.